# Velika nagrada Madžarske 2011
Velika nagrada Madžarske 2011 je enajsta dirka Svetovnega prvenstva Formule 1 v sezoni 2011. Odvijala se je 31. julija 2011 na madžarskem dirkališču Hungaroring v rahlem dežju. Zmagal je Jenson Button, McLaren-Mercedes, drugo mesto je osvojil Sebastian Vettel, Red Bull-Renault, tretje pa Fernando Alonso, Ferrari.

## Rezultati

### Kvalifikacije
| Poz | Št | Dirkač             | Konstruktor          | 1. del   | 2. del    | 3. del    | Št. m. |
| --- | -- | ------------------ | -------------------- | -------- | --------- | --------- | ------ |
| 1   | 1  | Sebastian Vettel   | Red Bull-Renault     | 1:21,740 | 1:21,095  | 1:19,815  | 1      |
| 2   | 3  | Lewis Hamilton     | McLaren-Mercedes     | 1:21,636 | 1:21,105  | 1:19,978  | 2      |
| 3   | 4  | Jenson Button      | McLaren-Mercedes     | 1:22,038 | 1:20,578  | 1:20,024  | 3      |
| 4   | 6  | Felipe Massa       | Ferrari              | 1:22,130 | 1:21,099  | 1:20,350  | 4      |
| 5   | 5  | Fernando Alonso    | Ferrari              | 1:21,578 | 1:20,262  | 1:20,365  | 5      |
| 6   | 2  | Mark Webber        | Red Bull-Renault     | 1:22,208 | 1:20,890  | 1:20,474  | 6      |
| 7   | 8  | Nico Rosberg       | Mercedes             | 1:22,996 | 1:21,243  | 1:21,098  | 7      |
| 8   | 14 | Adrian Sutil       | Force India-Mercedes | 1:22,237 | 1:22,000  | 1:21,445  | 8      |
| 9   | 7  | Michael Schumacher | Mercedes             | 1:22,876 | 1:21,852  | 1:21,907  | 9      |
| 10  | 17 | Sergio Pérez       | Sauber-Ferrari       | 1:23,067 | 1:22,157  | brez časa | 10     |
| 11  | 15 | Paul di Resta      | Force India-Mercedes | 1:22,976 | 1:22,256  |           | 11     |
| 12  | 10 | Vitalij Petrov     | Renault              | 1:23,070 | 1:22,284  |           | 12     |
| 13  | 16 | Kamui Kobajaši     | Sauber-Ferrari       | 1:23,278 | 1:22,435  |           | 13     |
| 14  | 9  | Nick Heidfeld      | Renault              | 1:23,024 | 1:22,470  |           | 14     |
| 15  | 11 | Rubens Barrichello | Williams-Cosworth    | 1:23,075 | 1:22,684  |           | 15     |
| 16  | 19 | Jaime Alguersuari  | Toro Rosso-Ferrari   | 1:23,285 | 1:22,979  |           | 16     |
| 17  | 12 | Pastor Maldonado   | Williams-Cosworth    | 1:23,847 | brez časa |           | 17     |
| 18  | 18 | Sébastien Buemi    | Toro Rosso-Ferrari   | 1:24,070 |           |           | 23     |
| 19  | 20 | Heikki Kovalainen  | Lotus-Renault        | 1:24,362 |           |           | 18     |
| 20  | 21 | Jarno Trulli       | Lotus-Renault        | 1:24,534 |           |           | 19     |
| 21  | 24 | Timo Glock         | Virgin-Cosworth      | 1:26,294 |           |           | 20     |
| 22  | 23 | Vitantonio Liuzzi  | HRT-Cosworth         | 1:26,323 |           |           | 21     |
| 23  | 22 | Daniel Ricciardo   | HRT-Cosworth         | 1:26,479 |           |           | 22     |
| 24  | 25 | Jérôme d'Ambrosio  | Virgin-Cosworth      | 1:26,510 |           |           | 24     |

### Dirka
| Poz | Št | Dirkač             | Konstruktor          | Krogi | Čas/Odstop    | Št. m. | Toč |
| --- | -- | ------------------ | -------------------- | ----- | ------------- | ------ | --- |
| 1   | 4  | Jenson Button      | McLaren-Mercedes     | 70    | 1:46:42,337   | 3      | 25  |
| 2   | 1  | Sebastian Vettel   | Red Bull-Renault     | 70    | + 3,588 s     | 1      | 18  |
| 3   | 5  | Fernando Alonso    | Ferrari              | 70    | + 19,819 s    | 5      | 15  |
| 4   | 3  | Lewis Hamilton     | McLaren-Mercedes     | 70    | + 48,338 s    | 2      | 12  |
| 5   | 2  | Mark Webber        | Red Bull-Renault     | 70    | + 49,742 s    | 6      | 10  |
| 6   | 6  | Felipe Massa       | Ferrari              | 70    | + 1:23,176    | 4      | 8   |
| 7   | 15 | Paul di Resta      | Force India-Mercedes | 69    | +1 krog       | 11     | 6   |
| 8   | 18 | Sébastien Buemi    | Toro Rosso-Ferrari   | 69    | +1 krog       | 23     | 4   |
| 9   | 8  | Nico Rosberg       | Mercedes             | 69    | +1 krog       | 7      | 2   |
| 10  | 19 | Jaime Alguersuari  | Toro Rosso-Ferrari   | 69    | +1 krog       | 16     | 1   |
| 11  | 16 | Kamui Kobajaši     | Sauber-Ferrari       | 69    | +1 krog       | 13     |     |
| 12  | 10 | Vitalij Petrov     | Renault              | 69    | +1 krog       | 12     |     |
| 13  | 11 | Rubens Barrichello | Williams-Cosworth    | 68    | +2 kroga      | 15     |     |
| 14  | 14 | Adrian Sutil       | Force India-Mercedes | 68    | +2 kroga      | 8      |     |
| 15  | 17 | Sergio Pérez       | Sauber-Ferrari       | 68    | +2 kroga      | 10     |     |
| 16  | 12 | Pastor Maldonado   | Williams-Cosworth    | 68    | +2 kroga      | 17     |     |
| 17  | 24 | Timo Glock         | Virgin-Cosworth      | 66    | +4 krogi      | 20     |     |
| 18  | 22 | Daniel Ricciardo   | HRT-Cosworth         | 66    | +4 krogi      | 22     |     |
| 19  | 25 | Jérôme d'Ambrosio  | Virgin-Cosworth      | 65    | +5 krogov     | 24     |     |
| 20  | 23 | Vitantonio Liuzzi  | HRT-Cosworth         | 65    | +5 krogov     | 21     |     |
| Ods | 20 | Heikki Kovalainen  | Lotus-Renault        | 55    | Puščanje vode | 18     |     |
| Ods | 7  | Michael Schumacher | Mercedes             | 26    | Menjalnik     | 9      |     |
| Ods | 9  | Nick Heidfeld      | Renault              | 23    | Ogenj         | 14     |     |
| Ods | 21 | Jarno Trulli       | Lotus-Renault        | 17    | Puščanje vode | 19     |     |